# Doosan Arena
Doosan Arena lub stadion města Plzně – stadion piłkarski w Pilźnie, w Czechach. Może pomieścić 13 000 widzów. Swoje spotkania rozgrywa na nim Viktoria Pilzno. Został wybudowany w latach 1953–1955 i posiadał wtedy bieżnię lekkoatletyczną. Trybuny otaczające stadion mogły pomieścić 35 000 widzów. Wyróżniała się wśród nich dwupoziomowa, przykryta dachem trybuna główna, uznawana za najnowocześniejszą w całej ówczesnej Czechosłowacji. Po powodzi w 2002 roku drewniane ławki zastąpiono plastikowymi krzesełkami, redukując pojemność stadionu do zaledwie 7425 widzów. W 2008 roku stadion był jedną z aren piłkarskich Mistrzostw Europy U-19. W 2011 roku dokonano gruntownej modernizacji obiektu – zlikwidowano bieżnię lekkoatletyczną i wybudowano nowe trybuny od strony północnej, wschodniej oraz południowej, pozostawiając jedynie dwupoziomową trybunę z 1955 roku i przekształcając stadion w typowo piłkarską arenę.